# 1120 Cannonia
Az 1120 Cannonia (ideiglenes jelöléssel 1928 RV) a Naprendszer kisbolygóövében található aszteroida. Pelageja Sajn fedezte fel 1928. szeptember 11-én.